# 世良田義政
世良田 義政（せらだ よしまさ）は、鎌倉時代後期から南北朝時代の武将。

## 経歴・人物
岩松政経の嫡子として生まれ、のち外曾祖父（政経の外祖父）の世良田頼有（得川頼有）の猶子となり新田を称し、頼有より上野国新田荘世良田郷を宛がわれると世良田を称した。元弘の乱では新田義貞に従い奮闘した。のち足利氏に従うが、新田残党を募り南朝に通じているとの疑いをかけられ、貞治3年/正平19年（1364年）7月27日、足利基氏の追討を受け、翌日に兄弟や梶原景安と共に長楽寺如来堂にて切腹し果てた。同年10月28日、基氏は義政の後を弟の岩松直国に領知させた。
彼の子孫は同族の山名氏の家老となり、山名氏が因幡国と伯耆国の守護になった際に同伴して徳川氏と改称した。後に森本氏と称し、因幡国邑美郡の名族となった。